# Puerta de Fajalauza
La puerta de Fajalauza, en árabe bab Faŷŷ al-Lawza, cuya traducción sería Puerta del Collado de los Almendros, era el acceso a la parte más alta del barrio del Albaicín, en Granada, Andalucía, España.
Está integrada en la muralla que la unía por el oeste con la Torre del Aceituno y por el este con la Puerta de Hierro, primero, y posteriormente con la Puerta de san Lorenzo o del Albaicín (Bab al-Bayyazin), que debió construirse más tarde. Comunicaba, ya en época cristiana, al barrio del Albaicín con el de los Alfareros, y dio nombre a la característica producción de los alfares instalados en sus aledaños y por extensión a la cerámica popular de Granada, denominada cerámica o loza de Fajalauza. A lo largo del siglo XX quedó totalmente integrada en la ciudad dando paso a la calle Cruz de Piedra, separando los barrios del Albaicín y de Haza Grande.
Se construyó integrada en la Cerca de don Gonzalo —la muralla que encerró el Albaicín, hasta entonces arrabal de la Alcazaba Cadima—, durante el reinado de Yusuf I por iniciativa del renegado Ridwan, según datos proporcionados por Ibn al-Jatib. Se encuentra representada en la Plataforma de Vico con el número 45 y nombre «Faxalausa».
Ha experimentado bastantes transformaciones a lo largo de su historia, y en fecha desconocida, aunque posterior a 1886 o quizá a 1921, la ampliación en altura del hueco del lateral norte por la demolición de dos arcos de ladrillo y el relleno del mismo material existente entre ellos, así como la eliminación de un escudo, fábrica que podía observarse en una foto publicada por Antonio Almagro y Cárdenas. y en otras posteriores. Está formada por una torre almenada de nueve metros de altura aproximada, con planta trapecial de 9,75 m de longitud y anchura que varía entre 9,50 y 10,75 m, en cuyo interior se abre un pasadizo de 3 m de anchura cubierto con una bóveda de ladrillo que parece apuntada aunque podría ser apainada. En la fachada oriental hay un arco de ladrillo de medio punto, cegado, que daba paso a la azotea y al lienzo de muralla de ese lateral.
Históricamente fue el lugar por donde entró Boabdil en 1486, tras ser liberado por los Reyes Católicos, para recuperar el trono que había usurpado su tío el Zagal. En la sublevación morisca de 1568 fue uno de los lugares previstos para el inicio de la revuelta.